# Ischnotes bakewellii
Ischnotes bakewellii is een keversoort uit de familie van de boktorren (Cerambycidae). De wetenschappelijke naam van de soort werd voor het eerst geldig gepubliceerd in 1859 door Pascoe.